# 一氟化氧
一氟化氧是一种自由基，化学式为OF，其偶极矩很小，只有0.004 D。它可由氟原子和臭氧在298 K反应产生：
{\displaystyle {\ce {F + O3 -> OF + O2}}}
或在电子激发的氧（O(1D)）和五氟化钒的反应中生成。它可以和二氟化氮自由基反应：
{\displaystyle {\ce {OF + NF2 -> 2F + NOF}}}